# Nedging-with-Naughton
Nedging-with-Naughton är en civil parish i Babergh i Suffolk i England. Den har 404 invånare (2011). De två största byarna är Nedging och Naughton.